# Finidi George
Finidi George (ur. 15 kwietnia 1971 w Port Harcourt) – nigeryjski piłkarz występujący na pozycji pomocnika. Z reprezentacją Nigerii grał na mistrzostwach świata 1994 i 1998. W 1995 roku w barwach Ajaksu Amsterdam zdobył Puchar Mistrzów.
W reprezentacji Nigerii rozegrał 62 mecze i strzelił 6 goli – uczestnik finałów mistrzostw świata 1994 (1/8 finału) i 1998 (1/8 finału).